# マリオテニスGB
『マリオテニスGB』（マリオテニスジービー、Mario Tennis）は、2000年11月1日に日本の任天堂から発売されたゲームボーイカラー用スポーツゲーム。アメリカでは2001年1月15日に、ヨーロッパでは2001年10月2日に発売された。

## 概要
同社による『マリオテニスシリーズ』の第2作目。ロイヤルテニスアカデミーに入校した主人公を成長させる事が目的となるストーリーモードの他、エキシビジョンやミニゲームが収録されている。日本国外では『マリオシリーズ』最後の8ビット機用作品となった。
開発には同社の『マリオゴルフ』を手掛けたキャメロットのスタッフが参加しており、プロデューサーは高橋宏之および高橋秀五、音楽および編曲は桜庭統が担当している。本作はゲーム誌『ファミ通』の「クロスレビュー」にてシルバー殿堂を獲得した。また、2013年にニンテンドー3DSのバーチャルコンソール対応ソフトとして配信された。

## ゲーム内容
プレイヤーキャラクターを作成して育成することができるストーリーモードがあり、さらに64GBパック使用によって成長させたプレイヤーキャラクターのデータを『マリオテニス64』に出場させることも可能。また、テニス初心者向けに一通りのテニス用語を収録したテニス辞典モードも搭載されている。
ストーリーモード
ロイヤルテニスアカデミーに入校した主人公アレックスまたはニーナ、そのダブルスパートナーであるハリーまたはケイトを育成させていくモード。

試合に勝利したりトレーニングをクリアすることで経験値を獲得。その経験値を主人公とパートナーの2人に任意の数値だけ割り当てることでき、一定の数値に達するとレベルアップする。

レベルアップごとに、スピン・パワー・コントロール・スピードの各パラメータから1つを選んで成長させることができる。

主人公とパートナーの最大レベルは99。セーブデータは3つまで作成できる。
エキシビション
キャラクターや試合の形式を自由に選択してCOMプレイヤーと試合が行えるモード。

キャラクターは最大27人(64と連動した場合は最大31人)、COMの強さレベルは4段階、コートは最大9種類、ゲーム・セット数は6パターンから選択できる。また、シングルス・ダブルスともにプレイ可能。

ストーリーモードの主人公またはパートナーのキャラクターも、各セーブデータのものから選択可能。ストーリーモードの主人公かパートナーを自分で使用した場合、試合後にそのキャラクターのセーブデータに対応する経験値を入手できる。
ミニゲーム
マリオキャラクターを操作して様々なミニゲームをプレイできるモード。ミニゲーム名の隣は使用されるコート名(エキシビションで使用可能なコートのみ記載)。

いずれも1～3のレベル(難易度)が設定されており、低いレベルをクリアすることで上のレベルに挑戦可能。「1たい2マッチ」以外のレベル3にはゲームクリアの概念が存在せず、ゲームオーバーに至るまでの記録を競う半永久型チャレンジモードとなっている。

「フルーツまとあて」「トレジャーボックス」「ライバルはルイージ」「1たい2マッチ」はVC版ではプレイ不可。
- マリオの「テレサショット」 (スターコート)
マリオを出現させるとプレイ可能。ルイージと通常のラリーを続けながら、ネットの真上に浮かぶテレサにボールを当てていく。ルイージはテレサに構うことなく本気で勝負をかけてくる。ラリーが途切れるとゲームオーバー。
- ルイージの「シューティングスター」 (スターコート)
最初からプレイ可能。テニスマシンが次々と打ってくるボールをレシーブして、反対側のコートに浮かぶスターに当てていく。スターに連続して当てたり、スマッシュで命中させると高得点を得られる。レシーブに失敗するとゲームオーバー。
- ピーチの「パーフェクトショット」
ピーチを出現させるとプレイ可能。壁打ちを行い、壁面の21枚のビックリパネル全てにボールを当てスターパネルに変えていく。レベルが上がると壁の表面に移動する矢印パネルが設置され、ボールが予想外の方向に跳ね返りやすくなる。壁打ちが途切れるとゲームオーバー。
レベル3では、21枚全てがスターパネルになるごとに再びビックリパネルに戻る。BGMはキャッスルコートと同じ。
- ベビィマリオの「ターゲットショット」
最初からプレイ可能。テニスマシンが次々と打ってくるボールを、反対側のコートの指定されたエリアにレシーブする。指定された球種でレシーブすると高得点を得られる。レシーブに失敗するとゲームオーバー。
- ヨッシーの「フルーツまとあて」
ヨッシーを出現させるとプレイ可能。パネルがバナナ・リンゴ・メロンの描かれた3枚になる点を除けば「バナナまとあて」とほぼ同じ。BGMはトロピカルコートと同じ。
- ドンキーコングの「バナナまとあて」
最初からプレイ可能。壁の表面を移動するバナナの描かれた2枚のパネルにボールを当てながら壁打ちを行う。レベルが上がると壁に矢印パネルが設置され、ボールが予想外の方向に跳ね返りやすくなる。壁打ちが途切れるとゲームオーバー。BGMはジャングルコートと同じ。
- ワリオの「トレジャーボックス」 (ガレージコート)
ワリオを出現させるとプレイ可能。ワルイージが次々と打ってくるボールを、反対側のコートの指定されたエリアにレシーブする。トレジャーに当てることでも得点となり、連続で当てると高得点を得られる。
レシーブ自体に失敗したり、指定されたエリアにレシーブできなかった場合はゲームオーバー。ただしトレジャーに命中した場合に限り、指定されたエリアから外れても例外的にセーフ。BGMはガレージコートと同じ。
- ワルイージの「ライバルはルイージ」 (ガレージコート)
ワルイージを出現させるとプレイ可能。ルイージが次々と打ってくるボールをレシーブして、反対側のコートに浮かぶ6つのLマークに当てていく。一度に複数のLマークに当てたり、スマッシュで命中させると高得点を得られる。レシーブに失敗するとゲームオーバー。
- クッパの「1たい2マッチ」 (ガレージコート)
クッパを出現させるとプレイ可能。クッパ1人を操作して、ワリオとワルイージの2人を相手に通常の試合を行う。試合は6ゲーム形式で、レベルによって1/3/5セットマッチ。コートはアレーを使用するダブルス式。途中でポイントやゲーム、セットを奪われても、最終的に試合に勝利できればクリア。

## 設定

### ロイヤルテニスアカデミー
通称・アカデミー。かつて王様によって創設されたという名門テニススクール。男女混合制。
選手の実力に応じて、ジュニア・シニア・選抜の3つにクラス分けされている。ジュニアクラスとシニアクラスのそれぞれ上位のランカーと呼ばれる選手に順に挑戦して試合に勝利することでクラス内の主人公のランクが上がり、1位のチャンプと呼ばれる選手に勝利することでクラスが上がる。
選抜クラス上位のレギュラーと呼ばれる選手に勝利してその座を奪うと、アイランドオープンと呼ばれるトーナメントへの参加権を得られる。
本館
正面に大きな時計のあるレンガ造りの建物。手前には4面のテニスコート、通り抜けた先には噴水や胸像のある中庭が広がっている。1階は事務所、2階には学長室があるが、当の学長は多忙を極めており長期にわたって不在にしている。
ジュニアクラスコート
中庭の先にあるジュニアクラス用の4面のハードコート。新入生である主人公は、まずはここのジュニアクラス所属となる。
シニアクラスコート
中庭の先にあるシニアクラス用の4面のクレイコート。コーチは選抜クラスのエミリーが務めている。シングルスでプレイ中、パートナーはここで練習を行っている。
選抜クラスコート
中庭の西側にある選抜クラス用のカーペットコート。観戦席が設けられており、アカデミーで公式戦が開催される場合にも使用される。
トレーニングコート
中庭の先にあるトレーニング用の6面のテニスコート。サーブ・ネットプレイ・ストロークの各プラクティスまたは勝負を行える。そばには小さな湖があり、ある条件を満たすと一度だけ女神が現れる。
トレーニングセンター
中庭の東側に建つ最新鋭のトレーニング施設。マシンから次々と発射されるボールをレシーブするトレーニングを行える「テニスマシンルーム」、途切れさせることなく壁打ちするトレーニングを行える「カベうちテニスルーム」、異なる性能のラケットやシューズへの交換が行える「リペアカウンター」などの設備が揃っている。
『マリオテニスアドバンス』では大幅に改築され、設備の大半が変更されている。
レストラン
宿舎の手前に建つレストラン。バイキング形式で食事が楽しめる選手たちの憩いの場。料金は無料。2階はカフェテリアとなっている。
宿舎
アカデミーの最も奥に建っている寄宿舎。プレイデータのセーブ、簡単な用語解説、シングルスとダブルスの切り替えが利用できる。パートナーがハリーの場合とケイトの場合で部屋の内装デザインが異なる。

### アイランドオープン
アカデミーの南にあるアイランド島で毎年開催されるオープントーナメント。アカデミーの学長が主催者を務める。
アカデミーに加えてユニオン・エンパイア・ファクトリーの各校の代表選手が参加する。アカデミーからは選抜クラスのうちレギュラーと呼ばれる上位選手のみが参加を許される。
A・Bの2グループでそれぞれ選手が対戦し、グループを勝ち抜いた者同士で決勝戦を行う。シングルスでは各グループに6名(うちシード2名)ずつが当てられ、主人公が優勝するには1回戦・2回戦・準決勝・決勝の4試合を勝ち抜く必要がある。ダブルスでは3組(うちシード1組)ずつ当てられ、1回戦・準決勝・決勝を勝ち抜く必要がある。
会場のコートはいずれもグラスコートで、会場の中央にはセンターコートと呼ばれる決勝戦専用のコートがある。
開催中は飛行機でアカデミーと自由に往来できるが、閉幕後は飛行機の行き先がピーチ城に変更されるため会場に行くことはできなくなる。

### ピーチ城
アカデミーの上空に現れる巨大な虹の彼方にあるマリオワールドに存在している。
アイランドオープンで優勝を収めると、その実力を聞きつけた伝説のテニスプレイヤー・マリオからの招待が届き、飛行機で訪れることができる。
城内にはマリオキャラクターの面々が一堂に会しており、特設のキャッスルコートでマリオ(ダブルスではマリオとピーチ)との試合を行える。

### コートの種類
- ハードコート (たまあし：ふつう バウンド：つよい)
- クレイコート (たまあし：おそい バウンド：よわい)
- グラスコート (たまあし：はやい バウンド：よわい)
- カーペットコート (たまあし：さいそく バウンド：ふつう)

### 隠しコート
キャッスルコート (たまあし：ふつう バウンド：ふつう)
マリオミニゲーム「シューティングスター」のレベル3で記録を更新すると出現。性質やBGMは64版のピーチコートと同じ。
トロピカルコート (たまあし：さいそく バウンド：よわい)
マリオミニゲーム「ターゲットショット」のレベル3で記録を更新すると出現。性質やBGMは64版のベビィマリオ&ヨッシーコートと同じ。
ジャングルコート (たまあし：はやい バウンド：さいきょう)
マリオミニゲーム「バナナまとあて」のレベル3で記録を更新すると出現。性質やBGMは64版のドンキーコングコートと同じ。
スターコート (たまあし：はやい バウンド：つよい)
ストーリーモードのいずれかのセーブデータでクリアステータスをコンプリートすると出現。BGMは64版のマリオブラザーズコートと同じ。
ガレージコート (たまあし：おそい バウンド：つよい)
エキシビションのシングルスでマリオキャラクター9人のいずれかを使用してマリオキャラクター9人全員にそれぞれ勝利すると出現。BGMは64版のワリオ&ワルイージコート、ワリオコート、ワルイージコートと同じ。64版との連動が必須となるため、VC版では出現不可。

### 隠しコート (64版)
本作と連動すると『マリオテニス64』に新たなコートを出現させることができる。仕様上、いずれもNINTENDO64版のみ出現。
スーパーマリオコート (たまあし：ふつう バウンド：つよい)
マリオミニゲーム「テレサショット」のレベル3で記録更新後、64版と連動させると64側に出現。
ピーチコート (たまあし：ふつう バウンド：ふつう)
マリオミニゲーム「パーフェクトショット」のレベル3で記録更新後、64版と連動させると64側に出現。
ヨッシーコート (たまあし：はやい バウンド：つよい)
マリオミニゲーム「フルーツまとあて」のレベル3で記録更新後、64版と連動させると64側に出現。
ワリオコート (たまあし：おそい バウンド：よわい)
マリオミニゲーム「トレジャーボックス」のレベル3で記録更新後、64版と連動させると64側に出現。性質はクレイコートと同じ。
ワルイージコート (たまあし：さいそく バウンド：さいきょう)
マリオミニゲーム「ライバルはルイージ」のレベル3で記録更新後、64版と連動させると64側に出現。
クッパコート (たまあし：ふつう バウンド：さいきょう)
マリオミニゲーム「1たい2マッチ」のレベル3をクリア後、64版と連動させると64側に出現。

## キャラクター
☆：ストーリーモードで使用・育成可能 ★：ストーリーモードで育成可能 ○：エキシビションで使用可能 ●：エキシビションで使用可能(隠し)

□：マリオミニゲームで使用可能 ×：全モードで使用不可 △：VC版では全モードで使用不可

### マリオシリーズのキャラクター
マリオワールドの住人。ピーチ城のキノピオによると、彼らは「テニスが楽しみでしょうがない」という。
マリオ ●□
オールラウンドタイプ。ストーリーモードでは伝説の最強テニスプレイヤーとして噂される存在。終盤にピーチ城で実際に会うことができ、対戦ができる。シングルスで勝利するとエキシビションで使用可能。身振り素振りは見せるものの非常に無口で、セリフは「マーマ ミーア！」の一言のみ。
ルイージ ○□
オールラウンドタイプ。最初から使用可能。ストーリーモードではピーチ城に集まっている。試合を催促するクッパを諫める。
ピーチ ●□
テクニックタイプ。ストーリーモードの終盤に訪れるピーチ城の主。主人公を歓迎してくれる。ダブルスでマリオに挑む場合にはそのパートナーを務め、勝利するとエキシビションで使用可能。
ベビィマリオ ○□
スピードタイプ。最初から使用可能。ストーリーモードではピーチ城に集まっている。セリフは「バブバブ バブバブ」という声のみ。
ヨッシー ●□△
スピードタイプ。64版と一度でも連動を行うと使用可能になる。ストーリーモードではピーチ城に集まっている。セリフは「ヨッシー！」という鳴き声のみ。
ドンキーコング ○□
パワータイプ。最初から使用可能。ストーリーモードではピーチ城に集まっている。セリフは「ゴッホ ゴッホ」といううなり声のみ。
ワリオ ●□△
パワータイプ。64版と一度でも連動を行うと使用可能になる。ストーリーモードではピーチ城に集まっている。クッパとともに試合を催促し、マリオを倒すまでは主人公をアイランドオープンのチャンプとは認めないと言い張る。
ワルイージ ●□△
テクニックタイプ。64版と一度でも連動を行うと使用可能になる。ストーリーモードではピーチ城に集まっている。クッパやワリオとともに試合を催促する。「そのとーりだぞ！」といった長音を多用する口調で話す。
クッパ ●□△
パワータイプ。64版と一度でも連動を行うと使用可能になる。ストーリーモードではピーチ城に集まっている。マリオを打ち負かすためにテニスを始めたものの一向に勝てる気配はなく、代わりに負かしてほしいと、到着したばかりの主人公にマリオとの対戦を要求する。
デイジー ×
ストーリーモードでピーチ城に集まっている。ピーチ城では黄色で描かれているが、64版との連動時のステータス画面では紫色。
キノピオ ×
ストーリーモードでピーチ城の案内役として登場。5つの隠しコートでの主審、マリオミニゲームでの解説役も担当。
テレサ ×
ストーリーモードでピーチ城に集まっている。クッパのダブルスパートナーで、彼の後ろにくっついている。セリフは「ウキャキャキャキャ」という笑い声のみ。
キャサリン ×
64版との連動時のステータス画面にのみ登場。
パタパタ ×
64版との連動時のステータス画面にのみ登場。翼は描かれていない。
ドンキーコングJr. ×
64版との連動時のステータス画面にのみ登場。
ヘイホー ×
64版との連動時のステータス画面にのみ登場。
ボム兵 ×
ストーリーモードのピーチ城の衛兵や観客として登場する赤ボム。

### オリジナルキャラクター
いずれもストーリーモードで登場する。一部を除いてエキシビションでも使用可能だが、COMの強さレベルは選択不可（「さいきょう」相当で固定）で、対戦ステータスにも記録は残らない。
アレックス ☆○
ストーリーモードの主人公の少年。ストーリーモードのデータを作成していればエキシビションでも使用可能。白いテニスウェアとキャップを身に着けているが、公式イラストや64版ではそれぞれ色が異なる。
『マリオテニスアドバンス』のストーリーモードにも登場。アカデミーのコーチに就任している。
ニーナ ☆○
ストーリーモードの主人公の少女。ストーリーモードのデータを作成していればエキシビションでも使用可能。黄色いテニスウェアを身に着けているが、64版では色が異なる。
『マリオテニスアドバンス』のストーリーモードにも登場。アカデミーのコーチに就任している。
ハリー ★○
ストーリーモードの主人公にアレックスを選択した際のダブルスパートナーとなる男性。ストーリーモードのクリア済みデータがあれば、新規データ作成時にニーナのパートナーとしても選択可能。シングルスではシニアクラス所属。
『マリオテニスアドバンス』のストーリーモードでもコーチとして登場。
ケイト ★○
ストーリーモードの主人公にニーナを選択した際のダブルスパートナーとなる女性。ストーリーモードのクリア済みデータがあれば、新規データ作成時にアレックスのパートナーとしても選択可能。シングルスではシニアクラス所属。宿舎の部屋でネコを飼っている。
『マリオテニスアドバンス』のストーリーモードでもコーチとして登場。
ケビン ×
選抜クラスのレギュラー選手。ランクはシングルス・ダブルスともに1位で、アカデミー最強と謳われている。
アイランドオープンにはアカデミー代表としてシード枠で出場するが、シングルス・ダブルスともにコステロに敗れる。主人公とは一度も対戦しないため、能力は不明。
エミリー ●
スピードタイプ。主人公のアカデミー入校時に校内を案内してくれる。選抜クラスのレギュラー選手で、ランクはシングルス2位・ダブルス1位。ダブルスパートナーはケビン。シニアクラスのコーチ、テニス辞典での解説役も担当。
アイランドオープンにはアカデミー代表としてシード枠で出場。シングルスの準決勝で主人公と対戦になり、勝利するとエキシビションで使用可能。
マーク ●
オールラウンドタイプ。選抜クラスのレギュラー選手で、ランクはシングルス3位・ダブルス2位。ダブルスでは選抜クラスレギュラーの座をかけて主人公チームと対戦する。勝利するとエキシビションで使用可能。
アイランドオープンにはアカデミー代表としてシングルスのみ出場。自身がシード枠であることを強調するが、初戦でコステロAに敗退。「シードというプレッシャーに負けてしまった」と振り返る。
アレー ○
スピードタイプ。アカデミーに所属する選手。最初から使用可能。能力はかなり低め。色違いのグラフィックで複数が登場している。
ラブ ○
テクニックタイプ。アカデミーに所属する選手。最初から使用可能。能力はかなり低め。色違いのグラフィックで複数が登場している。
ブレイク ○
オールラウンドタイプ。アカデミーに所属する選手。最初から使用可能。能力はかなり低め。色違いのグラフィックで複数が登場している。
ポーチ ●
オールラウンドタイプ。アカデミーに所属する選手。色違いのグラフィックで複数が登場しており、シニアクラスになればエキシビションで使用可能。能力は低め。
ベース ●
パワータイプ。アカデミーに所属する選手。色違いのグラフィックで複数が登場しており、シニアクラスになればエキシビションで使用可能。能力は低め。
ベネット ●
スピードタイプ。アカデミーに所属する選手。色違いのグラフィックで複数が登場しており、シニアクラスになればエキシビションで使用可能。能力は低め。
フォーティ ●
パワータイプ。アカデミーに所属する選手。色違いのグラフィックで複数が登場しており、選抜クラスになればエキシビションで使用可能。能力は低め。
クロス ●
トリッキータイプ。アカデミーに所属する選手。色違いのグラフィックで複数が登場しており、選抜クラスになればエキシビションで使用可能。能力は低め。
ユウコ ●
テクニックタイプ。アイランドオープンに出場するユニオン代表選手。シングルス・ダブルスともに1回戦で主人公と対戦し、いずれかに勝利するとエキシビションで使用可能。自信家な性格をしている。
ヨシオ ●
オールラウンドタイプ。アイランドオープンに出場するユニオン代表選手。ダブルスではユウコと組み、1回戦で主人公チームと対戦する。勝利するとエキシビションで使用可能。シングルスでは1回戦でフランクに敗れる。
優しい性格だが、「ボクたちユニオンはやっぱり1回戦で負けてしまいました」「(強豪と当たる前に)今のうちに負けてよかったかも」といった消極的な発言が目立つ。
スパイク ●
オールラウンドタイプ。アイランドオープンにシード枠で出場するエンパイア代表選手。ドロップショットが変化球になる特殊能力を持つ。シングルス・ダブルスともに2回戦で主人公と対戦し、いずれかに勝利するとエキシビションで使用可能。円周率を10万桁分は一気に言える噂を持つ。
最有力選手の一人だが、自ら「問題にもならない」と評したノーシード・ノーマークの主人公に敗れると一言も口を利かなくなる。主人公が優勝すると、表彰式で地団駄を踏みながら「覚えてらっしゃい・・・来年は許しません」と負け惜しみを言い放つ。
エルダー ●
スピードタイプ。アイランドオープンに出場するエンパイア代表選手。変わった形状のサングラスを着用している。ダブルスではスパイクと組み、準決勝で主人公チームと対戦する。勝利するとエキシビションで使用可能。シングルスでは1回戦でコステロAに敗れる。
コステロA ●
トリッキータイプ。アイランドオープンに出場するファクトリー代表の小柄な選手。コステロBの双子の兄。ロブの球速が速い特殊能力を持つ。ノーシードながらもポテンシャルは高く、シングルス・ダブルスともに決勝に進出する。いずれかに勝利するとエキシビションで使用可能。
弟とは対照的に紳士的な性格だが、決勝で主人公に敗れると、表彰式で「名門の名誉なんてクソ食らえ・・・だぜ！」と感情を露わにする。
『マリオテニスアドバンス』では母校のコーチとして再びアイランドオープンに登場。自ら鍛え上げた末弟のウィッシュを出場させる。
コステロB ●
パワータイプ。アイランドオープンに出場するファクトリー代表の大柄な選手。コステロAの双子の弟。ダブルスでは兄と組み、決勝で主人公チームと対戦する。勝利するとエキシビションで使用可能。シングルスでは2回戦でエミリーに敗れる。
「ガルル」といううなり声を伴って片言で話し、待合室では試合開始を待ち切れずにウロウロしているなど獣性的で、他の選手や観客からは「ワイルド」「野獣」などと評される。
エリス ×
アイランドオープンに出場するエンパイア代表選手。シングルス・ダブルスともに1回戦でコステロに敗れる。主人公とは一度も対戦しないため、能力は不明。
エッジ ×
アイランドオープンにダブルス限定で出場するエンパイア代表選手。エリスのパートナー。1回戦でコステロブラザーズに敗れる。主人公とは一度も対戦しないため、能力は不明。
フランク ×
アイランドオープンにシングルス限定で出場するファクトリー代表選手。1回戦でヨシオを破るが、2回戦でケビンに敗れる。主人公とは一度も対戦しないため、能力は不明。キャラクターグラフィックはエッジの色違い。

## 移植版
| No. | タイトル                            | 発売日                     | 対応機種        | 開発元       | 発売元 | メディア                              | 型式 | 備考 | 出典                    |
| --- | ----------------------------------- | -------------------------- | --------------- | ------------ | ------ | ------------------------------------- | ---- | ---- | ----------------------- |
| 1   | マリオテニスGB                      | 2013年6月26日 2014年1月2日 | ニンテンドー3DS | キャメロット | 任天堂 | ダウンロード （バーチャルコンソール） | -    |      | [ 5 ]                   |
| 2   | ゲームボーイ Nintendo Switch Online | 2024年3月12日              | Nintendo Switch | 任天堂       | 任天堂 | ダウンロード                          | -    |      | [ 6 ] [ 7 ] [ 8 ] [ 9 ] |

ニンテンドー3DS版
- 『マリオテニス64』との連動機能が削除されており、ストーリーモードで育成したキャラクターのデータ交換や連動を必須とする隠し要素の解禁などは行えなくなっている。

## スタッフ
- サブ・スクリプト、リード・ゲームデザイナー：高橋宏之、高橋秀五
- ディレクター：高橋秀五
- プログラミング・ディレクター：沼屋賢司
- サウンド・ディレクター：宇野正明
- アシスタント・プロデューサー：杉本祐輔
- アシスタント・ディレクター：進藤歩
- ゲーム・デザイン：杉本祐輔、進藤歩、酒匂健太郎、清水秀二
- プログラミング・スタッフ：山本豊、野原剛、佐藤明子、島田薫、清水紀男、加澤靖、市川宏之、田口泰宏
- オリジナル・キャラクター：宮本茂、清武博二、山内真、橋本充
- グラフィック：橋本充、三上雅史、木村明仁、松永かおり、さかもとひでとし、橋本昌之
- オリジナル音楽：戸高一生、石川こずえ、兼岡行男
- 音楽、編曲：桜庭統
- 効果音、サウンド・オペレーター：濱田弘之
- スーパーバイザー：宮本茂、手塚卓志、近藤浩治、小寺春樹、高松透
- グラフィック・サポート：小田部羊一、佐藤正徳
- アートワーク・スタッフ：萩野竜二、西川佳孝、藤田素毅、たかのあや
- コーディネーター：宇野正明、伊豆野敏晴
- スペシャル・サンクス：スーパーマリオクラブスタッフ、西田憲一
- プロデュース：波多野信治、高橋宏之、高橋秀五
- エグゼクティブ・プロデューサー：山内溥

## 評価
ゲーム誌『ファミ通』の「クロスレビュー」では、8・7・7・8の合計30点（満40点）でシルバー殿堂を獲得した。レビュアーからは『マリオテニス64』と比較した上でゲーム性やキャラクター育成システムに関して称賛する意見が多く挙げられ、浜村通信および水ピンはキャラクターの成長要素を称賛した他、浜村は難易度が適切である点や操作性の良さなどを評価、水ピンは「テニスとしての戦略性が重要な作り」と指摘した上で小画面で違和感なくプレイできる点を評価、戦闘員まるこはゲームボーイにおいてもラリーが可能である点の他にモードやミニゲームの豊富さを評価、ローリング内沢は操作性の良さを評価し「実際のテニスのおもしろさの醍醐味を抽出し"遊び"としてのバランスを上手に取っている」と称賛した。一方で、水ピンおよびまるこはゲーム進行の遅さに関して苦言も呈している。